# Avanguardista

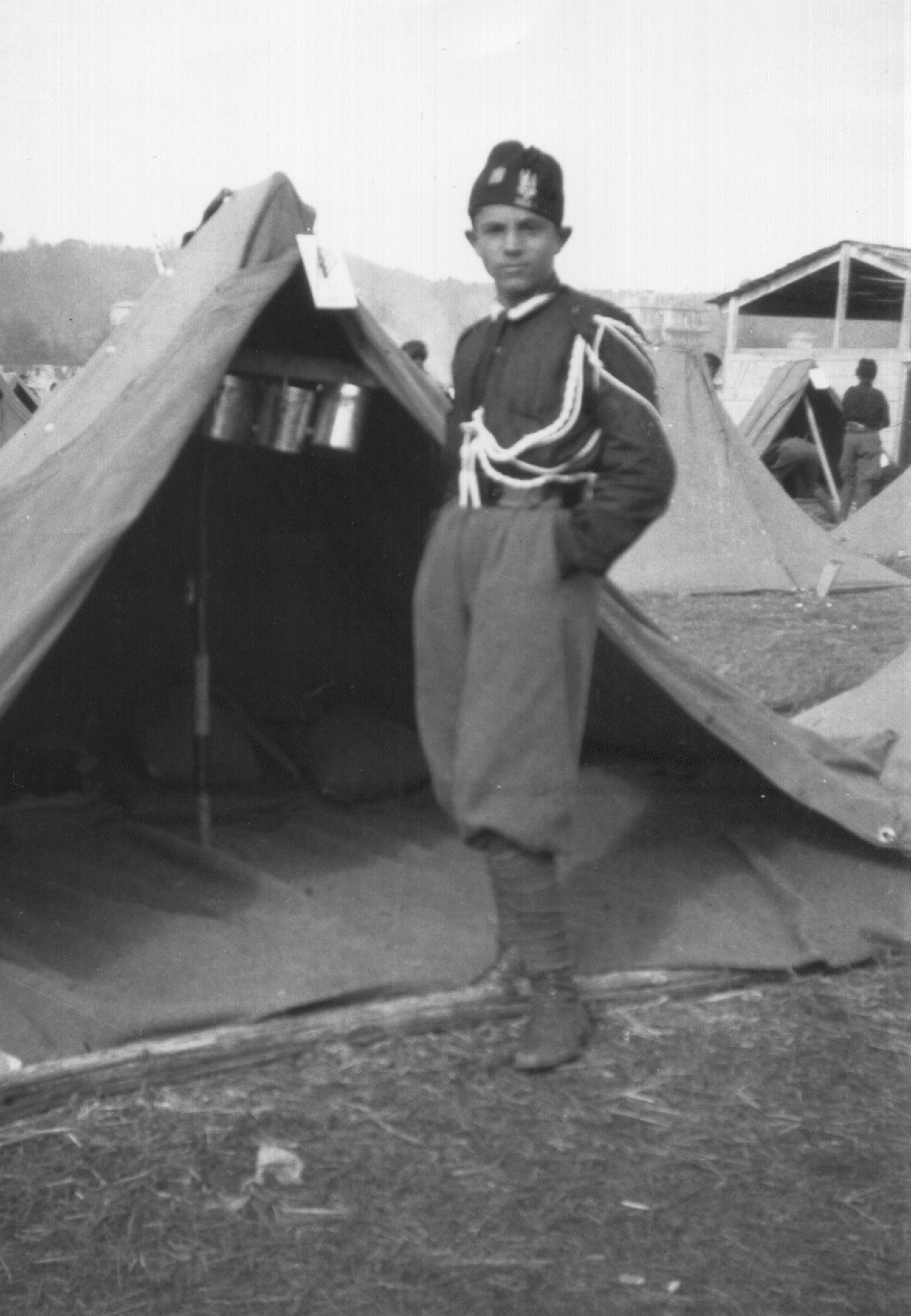
l'Avanguardista

L'avanguardista era un giovane italiano inquadrato tra le file della Opera nazionale balilla (a partire dal 1926) e in seguito nella Gioventù Italiana del Littorio (dal 1937), con una età compresa tra i 14 e i 18 anni.

## Compiti
Seguendo i precetti dell'ONB, doveva:
1. infondere nei giovani il sentimento della disciplina e della educazione militare
2. provvedere all'istruzione premilitare
3. provvedere alla istruzione ginnico sportiva
4. provvedere all'educazione spirituale e culturale
5. provvedere all'istruzione professionale e tecnica
6. provvedere all'educazione ed assistenza religiosa.

Dal 1927 il Gran consiglio del fascismo stabilì che le reclute delle legioni della MVSN venissero tratte dalla leva degli avanguardisti al compimento del 18º anno di età e, dal 1930, del 20º anno.

## La divisa

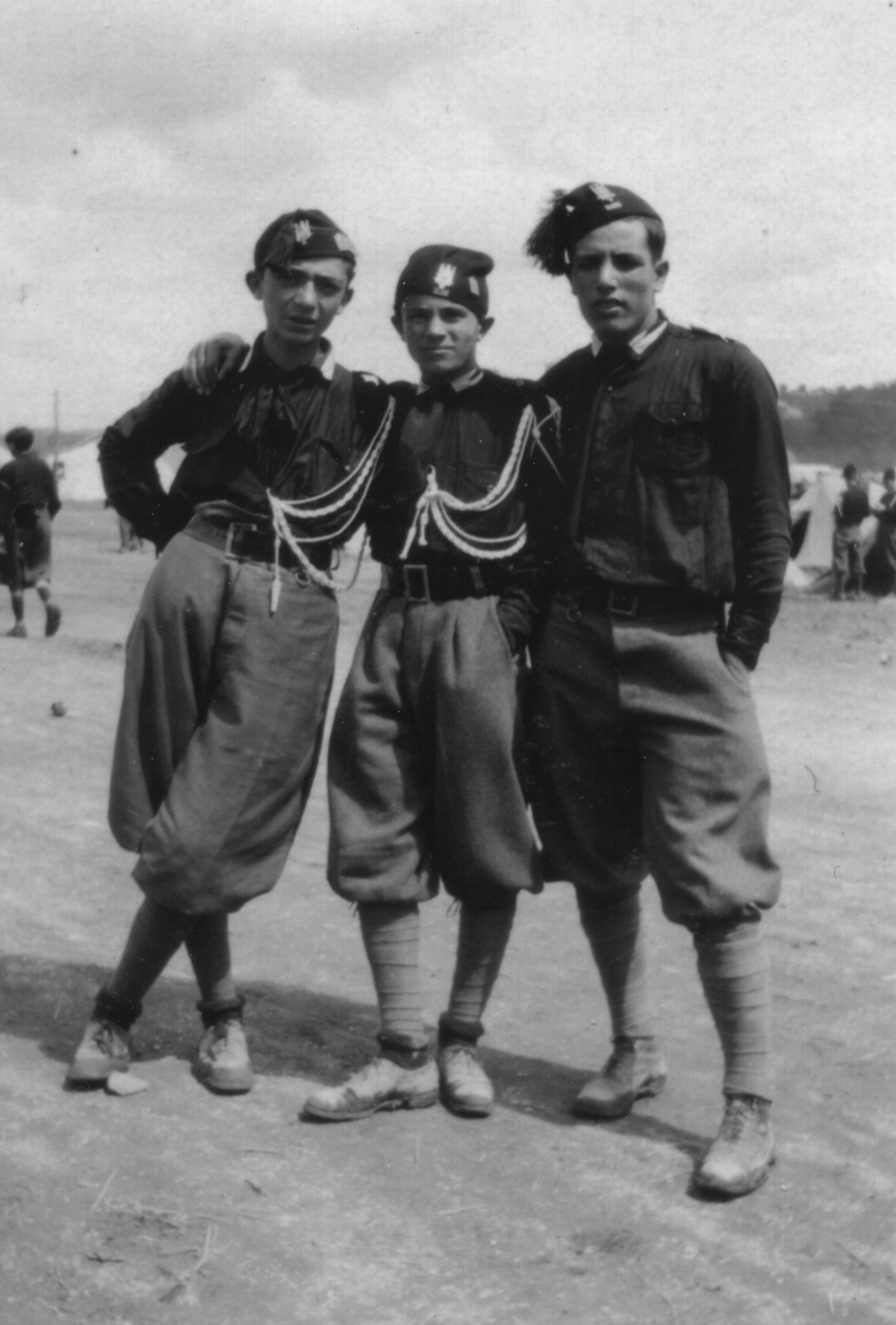
Avanguardisti

Simile a quelli degli Alpini, Milizia Volontaria per la Sicurezza Nazionale, essa era costituita:
- Cappello
- Camicia in cotone nero con bottoni neri
- Giubba di lana grigio-verde con risvolti sul petto e sul collo muniti di fiamme bianche, spalline, taschini sul petto e niente tasche sui fianchi, cintura alta in cuoio grigio-verde di tipo militare
- Pantaloni dello stesso panno della giubba e di taglio identico a quello dei militari, fermati sotto il ginocchio da fasce grigio-verde che si arrotolano alla gamba fino alle caviglie per unirsi alle scarpe alte, che erano in cuoio e pelle nera, legate sul davanti con lacci comuni
- Cordone intrecciato bianco girato attorno alla spalla sinistra sotto lo spallino per formare un nodo sul davanti che terminava con due puntali.

Mentre in estate si eliminava la giubba, si rimaneva con la sola camicia che per l'occasione mostrava le fiamme bianche sul colletto.

### Fregi distintivi gradi

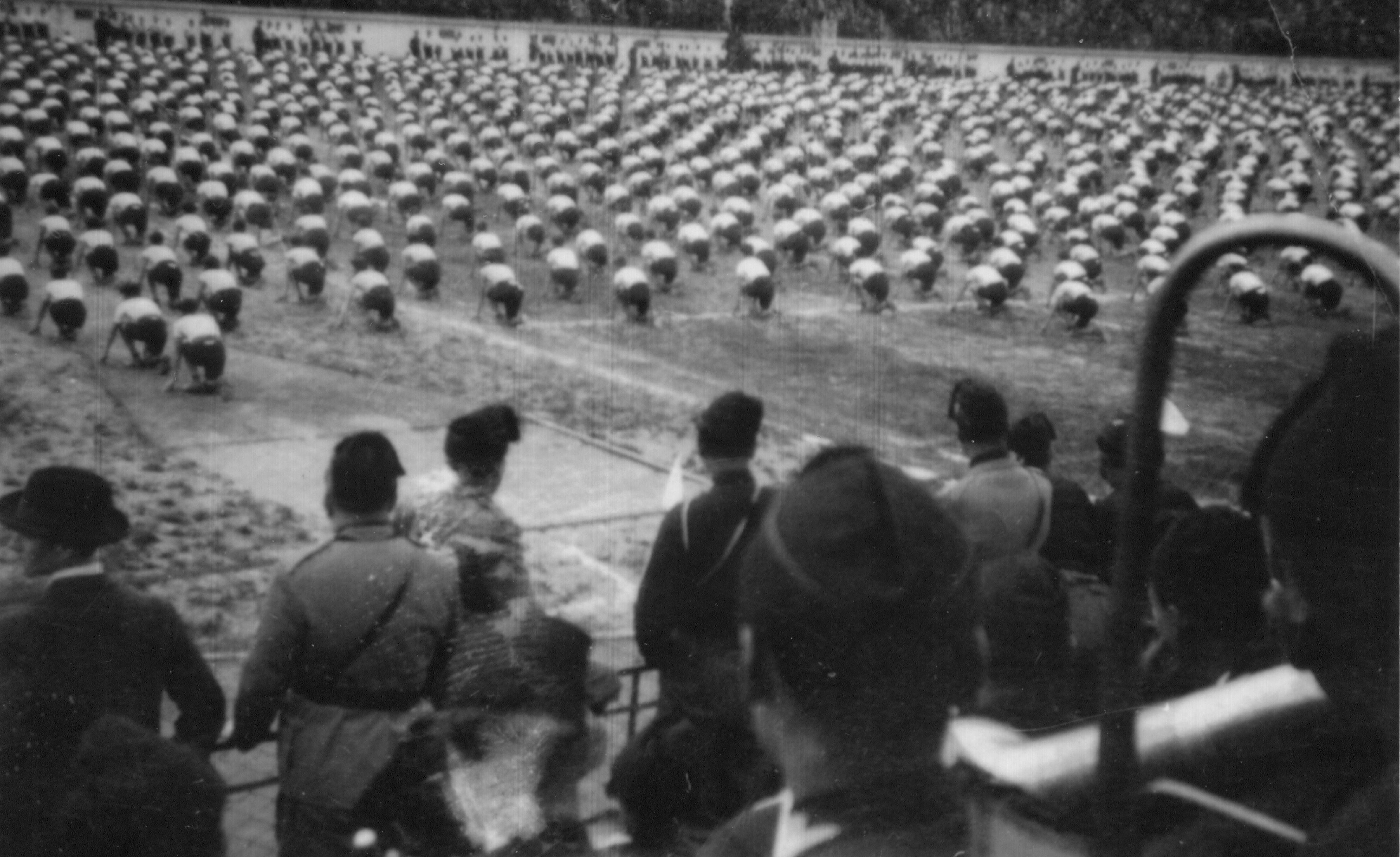
Concorso Dux

Si trovavano il fregio di un'aquila sul berretto, mentre sul petto era mostrato un nastrino della Croce al merito che nell'avanguardista era larga 39 mm, colorata in blu. I gradi erano indicati sulla divisa.
Il tipico distintivo tricolore con lettere e fascio dorati erano indicati per ambo i sessi, con la differenza che il sesso maschile era formato da uno scudetto a bottone, e lo portavano all'occhiello del risvolto della giacca, mentre per quello femminile era costituito con fermaglio a spillo appuntato al loro abito.

## ConcorsoDux
Il concorso Dux era una manifestazione di saggi ginnici, tipica degli anni del fascismo, che si svolgeva nei cosiddetti "Campi Dux". Consisteva in grandi raduni con la partecipazione di centinaia di giovani italiani di tutto il Regno, balilla e avanguardisti.
Le manifestazioni si concludevano con la premiazione dei più meritevoli dinnanzi a Benito Mussolini. I più importanti raduni ginnici si svolsero dal 1929 al 1932.

## Sport
Gli avanguardisti, inquadrati nei fasci giovanili di combattimento, disputavano i campionati provinciali e regionali di calcio e pallacanestro secondo quanto stabilito dai Segretari Politici Fascisti locali e provinciali.
Le squadre di calcio erano definite con le abbreviazioni:
- A.G.F. (Avanguardia Giovanile Fascista)
- Avanguardisti
- Avanguardia Giovanile.